# Alsózsolca
Alsózsolca es una ciudad en el condado de Borsod-Abaúj-Zemplén, Hungría.
En los siglos XIX y XX, una comunidad judía residía en el pueblo. En 1930, había un total de 75 judíos en el pueblo. En 1944, todos los judíos de la ciudad fueron enviados al campo de exterminio de Auschwitz, la mayoría de los cuales fueron asesinados en el Holocausto.
El pueblo todavía tiene un cementerio judío.

## Geografía
Alsózsolca se encuentra en una zona baja a orillas del río Sajó. El pueblo cuenta con carreteras que conducen a Sajólád por el sur, a Felsőzsolca por el norte y a Onga por el noreste. La zona cuenta con numerosos lagos artificiales creados a partir de minas abandonadas.